# La verdad sobre el caso Savolta
La verdad sobre el caso Savolta és la primera novel·la de l'escriptor espanyol Eduardo Mendoza, publicada en 1975. Hi ha gran varietat de personatges que permeten tenir una visió de la intrahistòria de l'època.

## Argument
El protagonista, Javier Miranda, és un noi de províncies, que viatja a Barcelona a principis del segle xx, recercant treball. Comença en un despatx d'advocats a càrrec de Cortabanyes, i aviat coneix a qui serà el seu mentor, Paul André Lepprince.
L'obra narra els tèrbols successos que van dur a terme, sobretot Lepprince, per les ànsies de poder. També es tracta el tema de l'amor, a través de l'enigmàtica i fascinant María Coral, qui torna boig d'amor a Lepprince.
El text acaba amb grans revoltes dels treballadors a Barcelona i amb la mort de Lepprince en estranyes circumstàncies. Després d'aquest succés, Miranda emigra amb la seva esposa a Nova York.

## Elements de l'obra
La narració correspon al relat del testimoniatge en un judici celebrat deu anys després, compost per les memòries del protagonista i els relats d'altres personatges secundaris, com Nemesio Cabra, sobre el cas de l'empresa Savolta. Al costat d'aquests relats hi ha documents judicials i policials.
Els fets es desenvolupen majoritàriament a Barcelona en 1918, una època en la qual hi ha una gran inseguretat, la classe obrera s'aixeca per reclamar el que és seu, i la classe burgesa tracta de calmar els seus ànims no dubtant a l'hora d'exercir la violència, i moltes vegades arribant fins a contractar matons a sou per realitzar els seus "encàrrecs".
Són freqüents els flashbacks, la qual cosa dona una perspectiva cinematogràfica, constituint una novel·la puzzle. En l'última part, no obstant això, es dona una narració clàssica i lineal.
L'obra presenta al seu torn tota una varietat de gèneres (pastitx, propaganda, text històric, etc.), així com un marcat sentit de l'humor.
El títol original de l'obra era Los soldados de Cataluña, que remetia a una cançó popular en els anys vint; la censura va impedir que es publiqués amb aquest títol i va sortir amb l'actual. En 2015, per a commemorar els quaranta anys de la novel·la, es publicà amb el títol censurat.

## Personatges
Javier Miranda es presenta com a protagonista del relat. Presenta trets que ho relacionen amb l'antiheroi de la novel·la picaresca: com Llàtzer de Tormos, adona del seu “cas”, de com ha arribat a la seva situació actual; com ell, aspira a millorar el seu estatus, àdhuc a costa de contreure matrimoni amb l'amant del seu cap, Lepprince. És el subjecte passiu que desconeix els esdeveniments i que prefereix ignorar-los.
Nemesio Cabra Gómez. El seu nom també remitent a la picaresca, al llicenciat Cabra del Buscón. Es caracteritza per la seva bogeria i per la manipulació que exerceixen sobre ell els anarquistes, la policia i alguns personatges poderosos. És l'únic coneixedor de la veritat, però ningú li escolta, malgrat que tots intenten sostreure-li informació. Com succeeix en el Quixot, solament la bogeria tanca la veritat, la recerca de la qual és impossible en una societat injusta. Com Llàtzer de Tormos, explica el seu “cas” al Comissari Vázquez.
Lepprince és el tercer personatge protagonista. És un “dolent” que remitent als prototips dels mafiosos del cinema (maco, refinat, sense escrúpols). En la novel·la es relata la seva ascensió en l'alta burgesia catalana de l'època. La visió que d'ell s'ofereix és diversa: per a alguns és un matarife; per a la seva dona, un gran home; per a Javier Miranda resulta fascinant. La seva mort queda sense aclarir.
Altres personatges de La verdad sobre el caso Savolta són el Comissari Vázquez, que investiga les morts d'Ocellet de Soto i dels socis de l'empresa Savolta. La seva labor la continuarà el Sergent Totorno.

## Curiositats
Ha estat portada al cinema per Antonio Drove amb el mateix títol.